# Grupo de trabajo
Un grupo de trabajo es un conjunto de personas conformado, de acuerdo a sus habilidades y conocimientos, para realizar determinadas tareas cumpliendo ciertos objetivos y metas, bajo la conducción de un coordinador.

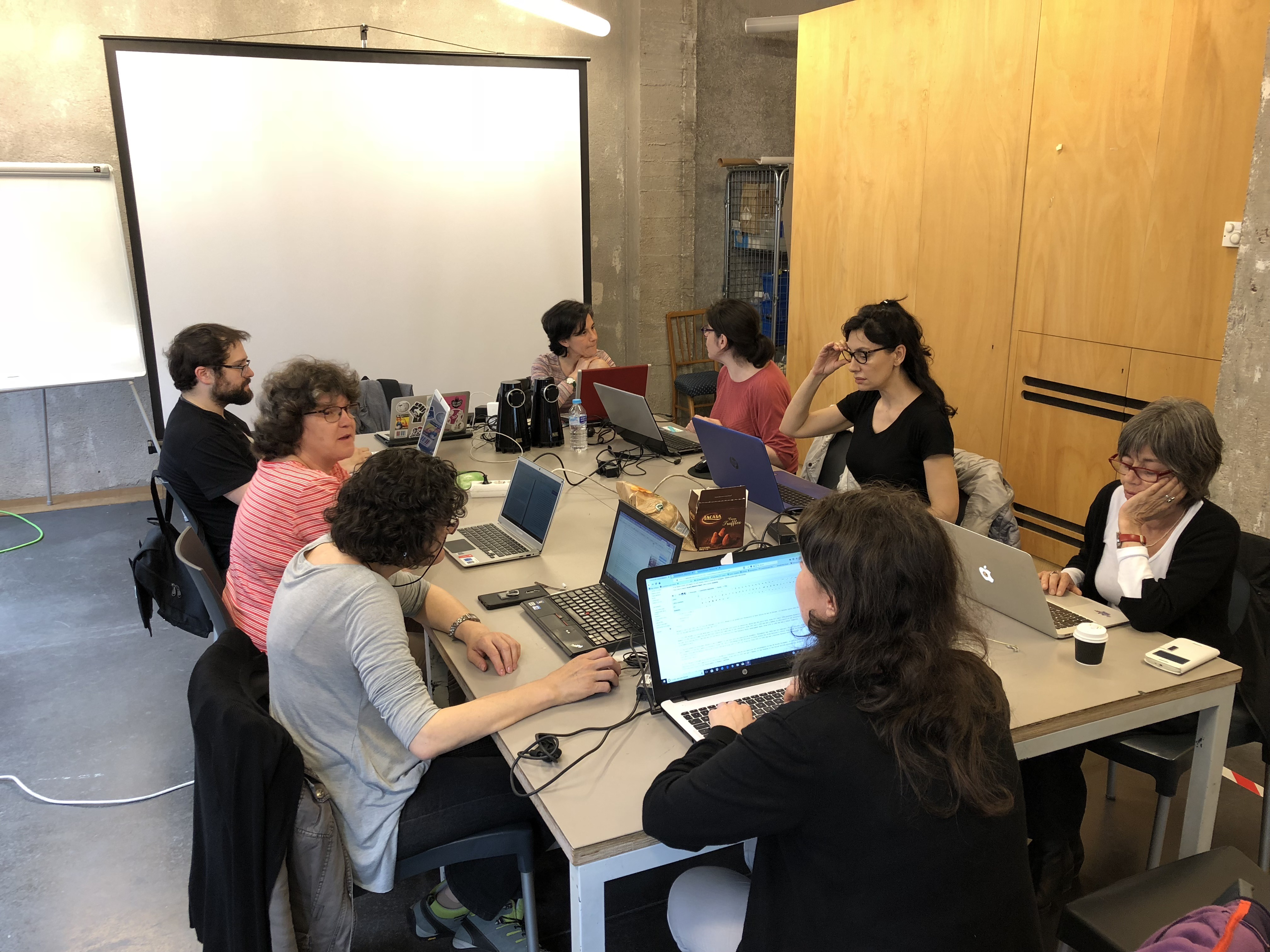
Grupo de trabajo representativo de la sociedad de la información y el conocimiento.

El sentimiento de pertenencia al grupo y el alto o bajo nivel de satisfacción es lo común, aunque su productividad está limitada por la combinación de interrelaciones sociales, existentes dentro de la organización por lo cual deberá haber un reglamento para establecer todo lo dicho anteriormente ya que normalmente las personas se renuevan en este tipo de grupos a los pocos años, ya sea por falta de interés o porque lo que establece el reglamento ya no se encuentran en el grupo.
En la actualidad son muy importantes los equipos o grupos de trabajo multidisciplinarios, donde la resolución de los problemas reales resulta tan compleja que se requiere de una gran diversidad de expertos en distintas disciplinas que puedan considerar muchos aspectos al mismo tiempo dentro de una misma solución del problema.
El papel de todo dirigente y de todo encargado de un equipo es generar un clima en el cual la comunicación sea fluida, que se escuche a los otros, se manifiesten los desacuerdos dentro del grupo de trabajo y la participación de todos los miembros o expertos en la solución del problema o la mejora continua dentro de la organización. 
Las características siguientes ayudan mucho en los grupos de trabajo: 
- Apertura de espíritu (evita desalentar prematuramente las otras buenas voluntades; una mala idea sirve a veces de escalón a una buena).
- Curiosidad (suscite cuestiones a veces útiles).
- Cultura general (proporciona un arsenal de arquetipos eventualmente útiles).

La motivación es un elemento fundamental en el rendimiento grupal. Si el único problema es la falta de motivación debería ser posible aumentar la eficacia de los grupos aumentando el nivel de motivación de sus componentes, la importancia que tenga la tarea para los mismos y el grado de cohesión del grupo.

## Características
Finalmente los grupos o equipos de alto desempeño no necesariamente trabajan más, ni son más inteligentes que los demás, la principal diferencia consiste en que pueden organizarse para trabajar y entregar resultados excepcionales dadas la suma de sus fortalezas, oportunidades y organización interna
Algunos ejemplos de estos grupos son peme
- Los círculos de calidad son una alternativa de grupo, donde se busca ayudar a enriquecer las vidas de trabajadores, estudiantes o asistentes al crear armonía y alto rendimiento. Los asuntos típicos estos círculos son seguridad y salud ocupacional, diseño de producto, y la mejora en los procesos.

- Los comités de ética, los cuales son creados para coordinar, dirigir y evaluar el entorno ético en la toma de decisiones; siendo de gran relevancia para todo individuo y extendiéndose al ámbito empresarial, educativo y hospitalario, en donde en cada decisión que se tome dentro de la institución, la ética siempre deberá estar presente.[5]

- Los grupos de trabajo y los comités de expertos en la investigación científica.

## Motivación en el trabajo
Motivación de trabajo «es un conjunto de fuerzas energéticas que se originan tanto dentro como más allá de ser una persona o individuo, para iniciar un comportamiento relacionado con el trabajo y para determinar su forma, dirección, intensidad y duración».
Mientras que la motivación a menudo puede utilizarse como una herramienta para ayudar a predecir el comportamiento, varía considerablemente entre los individuos y a menudo debe combinarse con la capacidad y los factores ambientales para influir realmente en rendimiento y comportamiento. Debido a la función de motivación en que influyen en el rendimiento y comportamiento laboral, es clave para las organizaciones a comprender y estructurar el ambiente de trabajo para fomentar comportamientos productivos y desalentar a aquellos que son improductivos.
La motivación en los colaboradores es de vital importancia debido a que ellos darán todo de sí en pro de un objetivo personal u organizacional. La motivación laboral se da mediante la relación de recompensas y rendimiento; ya que este tipo de incentivos les da mérito o reconocimiento a labores asignadas.
Un personal altamente motivado aporta ideas creativas e innovadoras que quizás podrán generarle éxito a la organización.
De ahí la importancia del a motivación en el trabajo, según señala John W. Newstrom., en su obra: Comportamiento Humano en el Trabajo, 2007. al definir como motivación del trabajo como "el conjunto de fuerzas internas y externas que hacen que un empleado elija un curso de acción y se conduzca de ciertas maneras. Desde un punto de vista ideal, estas conductas se dirigirán al logro de una meta organizacional. La motivación del trabajo es una combinación compleja de fuerzas psicológicas dentro de cada persona, y los empleados tienen un interés vital en tres elementos de ella:
- Dirección y enfoque de la conducta (factores positivos son la confiabilidad, creatividad, sentido de ayuda y oportunidad; factores disfuncionales son los retrasos, el ausentimos, el retiro y el bajo desempeño).
- Nivel del esfuerzo aportado (contraer un compromiso pleno con la excelencia, en contraste con hacer apenas lo suficiente para salir adelante).
- Persistencia en la conducta (mantener repetidas veces el esfuerzo en contraste con abandonarlo prematuramente).

No se puede entender el buen funcionamiento de una organización sin la motivación adecuada a sus miembros, esto genera que al interior el ambiente sea propicio para mantener relaciones laborales sanas, en las cuales los grupos puedan trabajar llegando a los resultados que busca la organización. Sin embargo muchas veces en la vida diaria, llevar a cabo esto no resulta tarea fácil, implica empatar los objetivos del grupo y de la organización. Siendo esta una labor que parte de la alta dirección, después a nivel planta, posteriormente el departamento de recursos humanos aplica y coordina los programas relacionados con la motivación para que, finalmente el supervisor de cada área sea el encargado directo de fomentar y retroalimentar sobre los resultados del programa.
Muchas veces se piensa que un programa de motivación se reduce a un sistema de recompensas, pero no es así, implica primeramente, un estudio a fin de definir cuales son los índices de desempeño, las necesidades de los miembros, los alcances de la organización para otorgar tales recompensas, y el costo-beneficio de la implantación de los programas de motivación al interior de esta. Es muy importante que todos asuman el compromiso que tienen, pues en la medida en que se integren y trabajen como un verdadero grupo de trabajo, serán los resultados que se obtengan.

## Técnicas de creatividad

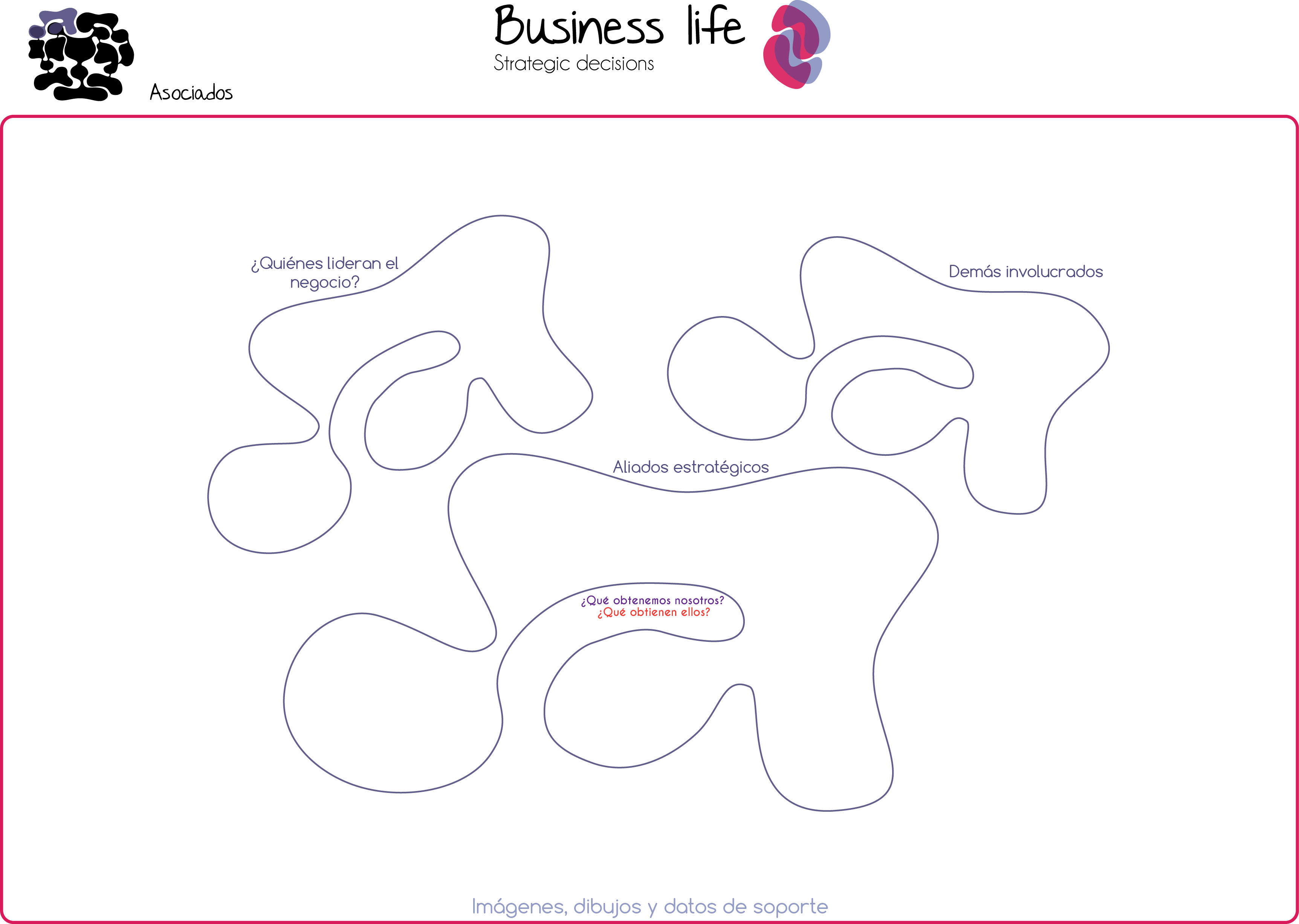
Herramienta de asociados

Las técnicas de creatividad son métodos que fomentan acciones creativas, ya sea en las artes o ciencias. Se centran en una variedad de aspectos de la creatividad, incluyendo las técnicas para la generación de ideas y el pensamiento divergente, métodos de resolución de problemas, cambios en el entorno afectivo y así sucesivamente.
Algunas técnicas requieren grupos de dos o más personas, mientras que otras técnicas se pueden lograr solo. Estos métodos incluyen juegos de palabras, diferentes tipos de improvisación o algoritmos para abordar problemas y ejercicios. El objetivo de esto es favorecer el desarrollo de proyectos innovadores. 
Pocas cosas son imposibles para las personas altamente creativas, convencidos por esta capacidad de que siempre hay cosas por descubrir para solucionar nuestros problemas o para perfeccionar lo que ya existe de manera de mejorar nuestra calidad de vida.

### Estrategias de dirección
El trabajo en equipo se refiere a la serie de estrategias, procedimientos y metodologías que utiliza un grupo humano para lograr las metas propuestas. El grupo también regularmente debe buscar comentarios de la comunidad en sus proyectos. 
Los proyectos desarrollados deben ser evaluados por el grupo; Esto asegurará que dichos proyectos cumplan con la visión grupal para su futuro. Una forma sería con la CPS, siglas para la Solución Creativa de Problemas y el proceso es el siguiente:
1.º Formulación del objetivo: deseo, sueño, o lo que se desee cambiar
2.º Recoger información necesaria para abordar el problema: datos, sensaciones, sentimientos, percepciones, etc.
3.º Reformular el problema
4.ª Generación de ideas
5.º Seleccionar y reforzar las ideas
6.º Establecer un plan para la acción
7° La Mejora continua
Otra herramienta útil sería un análisis FODA, que permite conformar un cuadro de la situación actual que permita tomar decisiones.

### Técnicas de dirección
Los sistemas participativos, el trabajo en equipo, el liderazgo, el empowerment, y en general todas las nuevas tendencias de la administración parecen apuntar al consenso. en las organizaciones.
Las técnicas de Discusión Grupal se definen como una serie de actividades en las que en un grupo de trabajo se exponen sus puntos de vista o razones que las personas quiere compartir según el tema que estemos hablando, en donde un grupo de personas tenga conocimiento de los diversos puntos de vista que se han dado; extrae conclusiones sobre ellos y se hace un resumen final.
Los Seis sombreros para pensar de Edward De Bono, el Brainwriting y el Brainstorming exponen metodologías para las discusiones y toma de decisiones en grupo.